# Tomentum

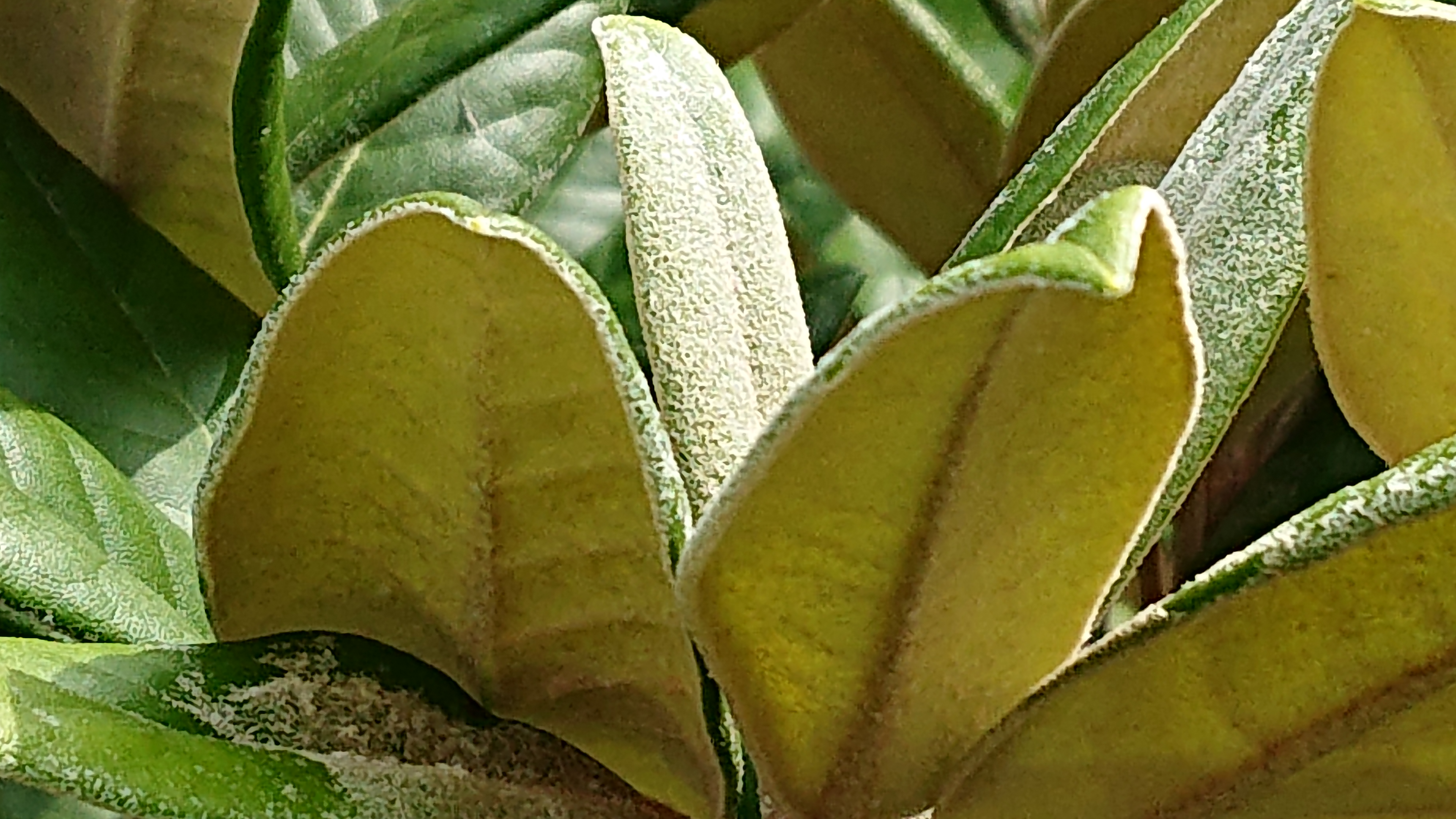
Silverfärgat toment på ovansidan av nya blad hos rhododendron (Weinlese) samt gulbrunt indument på undersidan. På bladet nere till vänster håller tomentet på att försvinna. På bladen i bakgrunden är inget toment kvar.

Tomentum (eller med ett kortare ord toment) är en beläggning av fina hår på ett växtblad. Ofta används ordet toment endast om hårbeklädnad på ovansidan av blad. För hårbeklädnad generellt, och framför allt om hår på undersidan, används oftast ordet indument.
Toment (i betydelsen hår på ovansidan) är inte vanligt och på de växter där det förekommer finns det framförallt på nya, unga blad och försvinner ofta efter ett tag genom verkan av regn, sol och blåst.